# Мамен Санчес
Мамен Санчес (на испански: Mamen Sánchez) е испанска писателка, авторка на бестселъри в жанровете чиклит, любовен роман и детска литература.

## Биография и творчество
Мамен Санчес е родена на 1971 г. в Мадрид, Испания. Баща ѝ Едуардо Санчес Унко е журналист и директор на списание „¡Hola!“.
Завършва информационни науки от Университета Комплутенсе в Мадрид, и завършва докторат по по история и литература. После специализира френска филология в Сорбоната и английска филология в университетите в Лондон и Оксфорд.
След дипломирането си работи като журналист и заместник-директор на списание „¡Hola!“ и директор на „¡Hola!“ за Мексико.
Първият ѝ роман „Gafas de sol para días de lluvia“ (Слънчеви очила за дъждовни дни) е публикуван през 2007 г. в тираж от 200 копия, подарък от съпруга ѝ. Той получава добри отзиви и я мотивира да продължи да пише.
Става известна с романа си „С вкус на прясна лимонада“, който става бестселър и ѝ носи международен успех. Следват и романите „Игра на дама“, „Щастието е чаша чай с теб“ и „Забранява се неверието в съдбата“, които също са бестселъри.
Произведенията на писателката са наситени с много хумор и самоирония.
Омъжена е и има пет деца.
Мамен Санчес живее със семейството си в Мадрид.

## Произведения

### Самостоятелни романи
- Gafas de sol para días de lluvia (2007)
- Agua del limonero (2010)
С вкус на прясна лимонада, изд.: ИК „Хермес“, Пловдив (2015), прев. Ивинела Самуилова
- Juego de damas (2011)
- La felicidad es un té contigo (2013)
Щастието е чаша чай с теб, изд.: ИК „Хермес“, Пловдив (2014), прев. Ивинела Самуилова
- Se prohíbe mantener afectos desmedidos en la puerta de la pensión (2014)
Забранява се неверието в съдбата, изд.: ИК „Хермес“, Пловдив (2015), прев. Ивинела Самуилова
- La flor y nata (2016)

### Детска литература
- La estrella de siete puntas (2008)
- La aventura en Tonantzin (2009) – продължение
- El gran truco (2011)